# Charles Baillet
Pour les articles homonymes, voir Baillet.
Charles Baillet, né à Paris, est un peintre français du XXe siècle

## Biographie
Il expose à partir de 1927 au Salon des Indépendants.

## Œuvres
- Asquins (Yonne) (1927)
- Vézelay (1927)
- Coin de Morvan (1928)
- Paysage (1929)